# Котис (цар на Лидия)
Вижте пояснителната страница за други личности с името Котис.
Котис (на старогръцки: Kotys, Cotys) e цар на Лидия от Атиадската династия.
Според Херодот (4:45) Котис е син на Манес, роден от Зевс и Гея,
и брат на Атис (цар на Лидия).